# Полоз сарматський

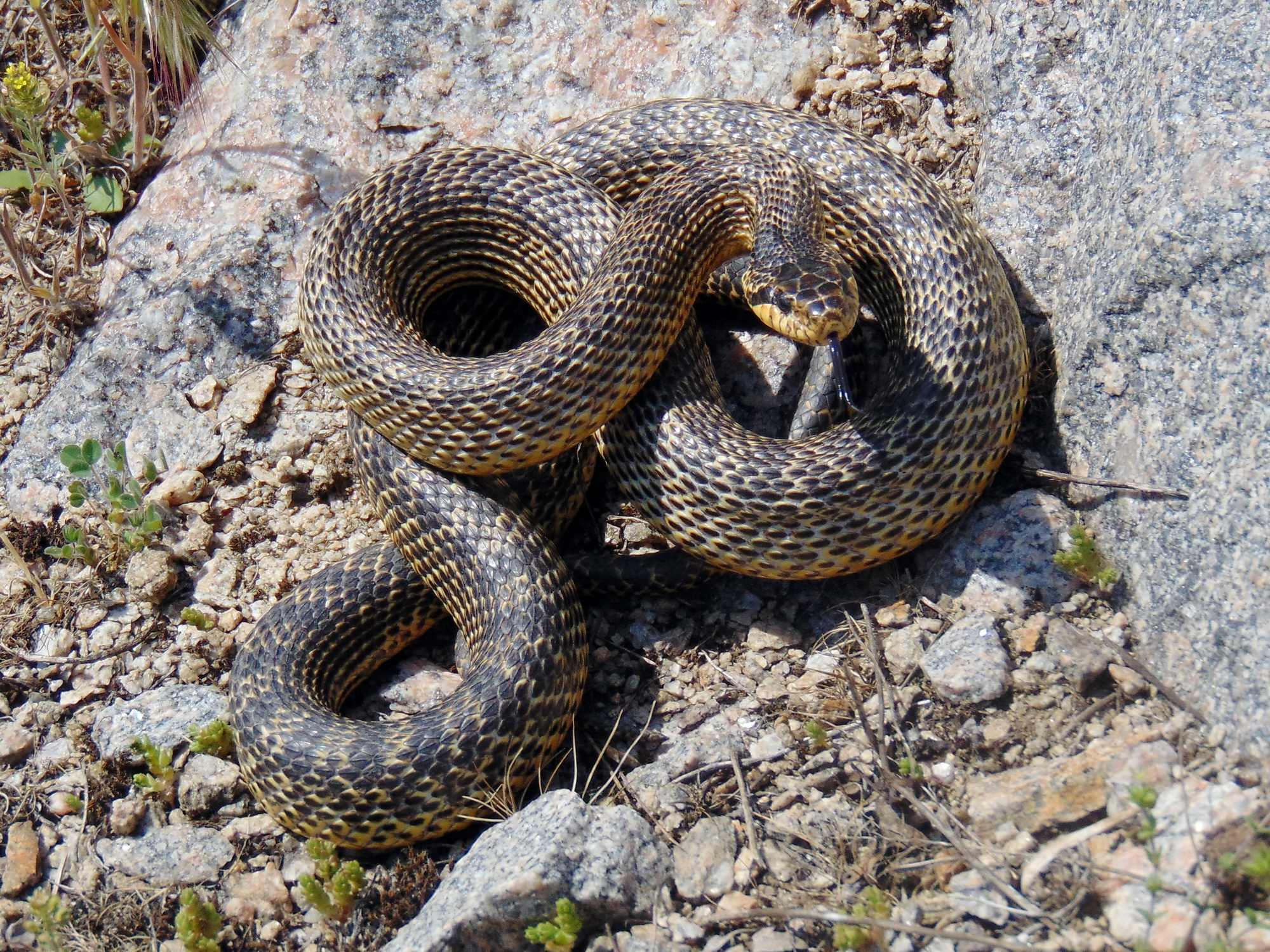
Доросла особина

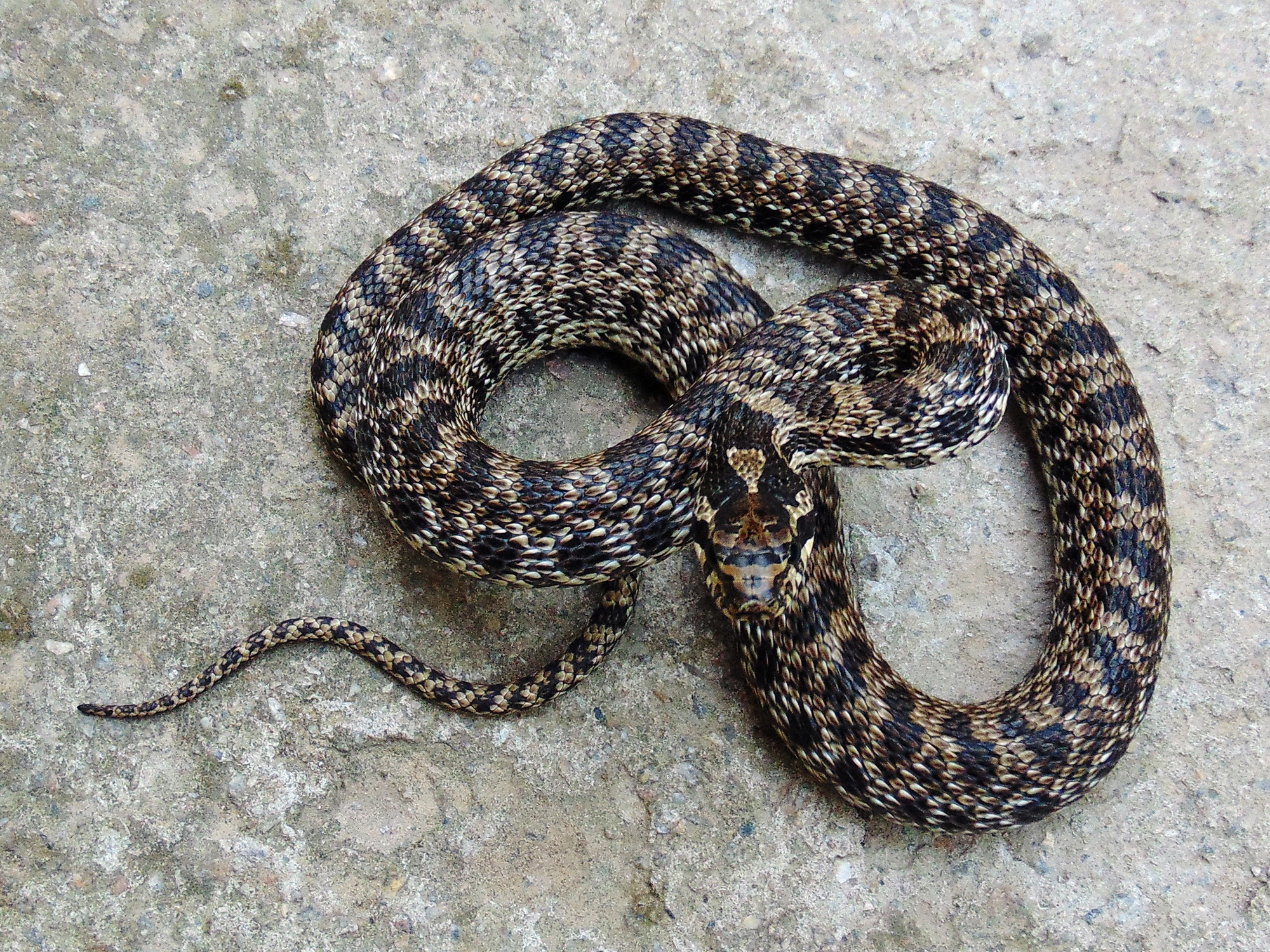
Нестатевозріла особина

Полоз сарматський, полоз палласів (Elaphe sauromates) — вид змій роду полоз-елаф (Elaphe) родини полозових (Colubridae). Поширений у Південно-Східній Європі, Малій Азії та заході Центральної Азії. Віддає перевагу степовим, лісостеповим, напівпустельним і кам'янистим місцевостям. Занесений до Червоної книги України та ряду інших природоохоронних документів.
Донедавна полоз сарматський розглядався як один з підвидів полоза чотирилінійного (Elaphe quatuorlineata).

## Опис
Один з найбільших полозів Євразії. Загальна довжина тіла (L. + L.cd., де L. — довжина тіла від кінчика морди до клоаки, а L.cd. — довжина від кінчика хвоста до клоаки) може складати 225 см і більше (у Румінії в 1961 році було виловлено полоза загальною довжиною 2,6 м). В Україні довжина тулуба з головою (L.) не перевищує 160 см. Хвіст відносно довгий: співвідношення L./L.cd. складає 3,5—4,9. Тіло досить масивне, його товщина може бути порівнянна з товщиною зап'ястя дорослої людини. Невелика витягнута голова злегка розширена в основі, досить чітко відмежована від шиї. Ніздря розташована між двома носовими щитками. Очі відносно великі, райдужна оболонка чорна; зіниця ока кругла. Верхньощелепні зуби приблизно однакового розміру і розташовані безперервним рядом. Їх кількість становить від 12 до 24. Передні нижньощелепні зуби довші ніж задні.

### Лускатий покрив
Тіло вкрите відносно гладенькою лускою і тільки вздовж середини спини луска із помітними реберцями. На лусках по дві апікальні ямки. Черевні щитки не перегнуті і не утворюють ребра по боках тіла. Навколо середини тулуба (Sq.) 25, дуже рідко 23 або 27 лусок. Черевних щитків (Ventr.) у самців 187—224, у самок — 205—234. Хвостових шитків (Scd.) 56—90 пар. Анальний щиток розділений (А. 1/1)
Голова вкрита парними і непарними щитками. Ширина міжщелепного щитка більша за його висоту, зверху видна лише невелика його частина, і він не вклинюється кутом між міжносові щитки і дуже рідко трохи заходить між них. Шов між міжносовими щитками не більше ніж у 1,5—2 рази коротший за шов між передлобними. Верхньогубних щитків 8, дуже рідко 9, з них четвертий і п'ятий або п'ятий і шостий торкаються ока. Бокові лінії лобного щитка прямі. Перед оком 2 щитки: великий перед орбітальний і маленький підорбітальний, який міститься під ним. Заорбітальних щитків 2, дуже рідко 3. Виличний щиток ромбічної форми, його довжина майже дорівнює його висоті. Під виличним щитком 1—3 маленьких щиточки. Скроневих щитків 2 або 3+4 або 3. Тім'яний щиток своїм переднім зовнішім кутом торкається або майже торкається нижнього заорбітального щитка.

### Забарвлення
Забарвлення верхньої сторони тіла сірувато-буре, сірувато-оливкове, жовтувато-коричневе або коричнювате. У забарвленні голови зверху сильніше виражені коричневі тони. На голові присутній темний малюнок із дугоподібної смуги між очей, смуг позаду очей та овальної плями в тім'яній області. Від ока до кута рота часто тягнеться темна буро-коричнева або коричнева смуга, яка іноді переривається. Верхньогубні щитки в дорослих особин світло-жовті. Вздовж спини тягнеться ряд розташованих впоперек тіла ромбічних або овальних коричневих чи буруватих плям часто з темнішою, майже чорною, облямівкою. Іноді ці плями подекуди зливаються в суцільну зигзагоподібну смугу, або утворюють поперечні зигзаподібні смуги. По боках тіла є ще по одному ряду дрібніших плям. Черево жовтувате або світло-помаранчеве, іноді вкрите дрібними темними плямками, які часом складають мармуровий візерунок. Окремі лусочки на межі із черевом, крім того, часто мають помаранчевий чи червонуватий колір. Цей малюнок завжди добре виражений у молодих і майже зникає на загальному строкатому фоні в дорослих змій, тому що на кожній світлій лусочці всередині є темна плямка. Взагалі тон забарвлення та рисунок можуть бути дуже мінливими; іноді рисунок майже не виражений.
У молодих особин по спині тягнуться до 5 рядів плям, більш чітких, ніж у дорослих полозів. На голові є характерний рисунок, який складається з вирізаної спереду широкої дугоподібної чорної смуги між передніми краями очей, двох симетричних плям на задніх краях за орбітальних щитків і двох широких, вигнутих смужок у тім'яній області, які з'єднуються на шиї з першою тулубовою плямою. Крім того, темні смуги по боках голови, на відміну від дорослих, у молодих починаються вже від ніздрів. З віком плями на голові стають менш виразними.

## Поширення

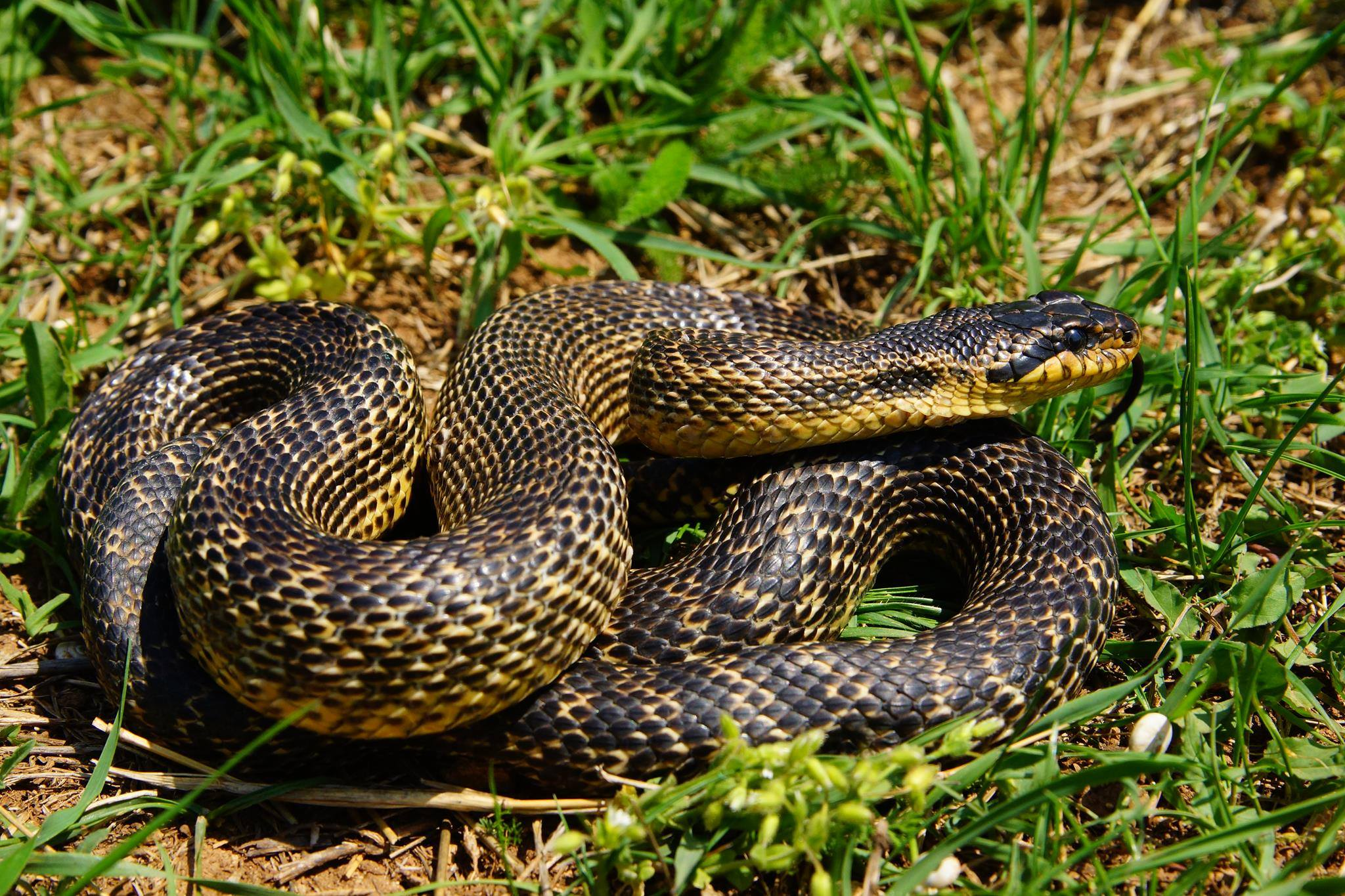
У Східній Румунії (Константа)

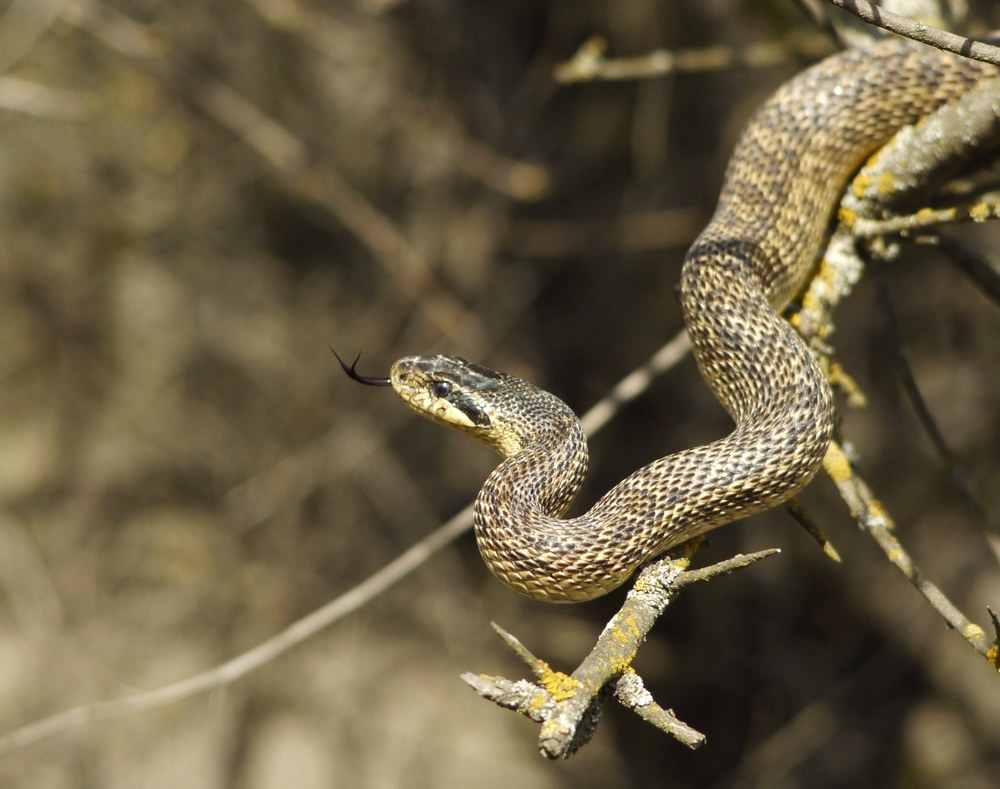
У Миколаївській області. Україна

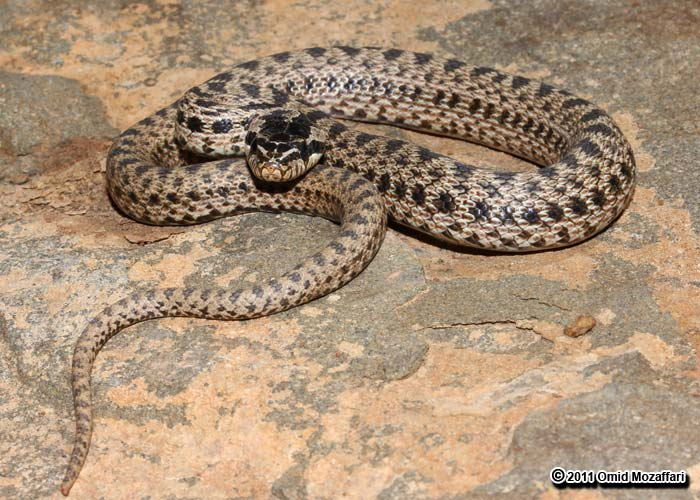
У Східній Туреччині

Понтійсько-прикаспійський вид. Ареал охоплює країни Південно-Східної Європи (східні райони Болгарії і Румунії, Молдова, Південна Україна, південь європейської частини Росії), Західної Азії (Східна Грузія, Вірменія, Азербайджан, Східна Туреччина, Північно-Західний Іран, Сирія, Ліван) та Центральної Азії (Західний Казахстан, Північно-Західний Туркменістан).
В Україні поширений в Одеській, Миколаївській, Херсонській, Запорізькій, Дніпропетровській, Донецькій і Луганській областях та АР Крим. Північна межа ареалу виду проходить приблизно по північній межі Степу.

## Місця проживання
У межах ареалу зустрічається в більш-менш посушливих місцевостях, степах, кам'янистих і піщаних напівпустелях, чагарникових пущах, степових і тугайних рідколіссях, на узліссях, на зарослих чагарниками схилах з кам'янистими відслоненнями і скелями. У Казахстані на півострові Мангишлак тримається долин річок на наносних пісках із заростями тамариксу. У Туркменістані в районі затоки Кара-Богаз Гол проживає в місцях із суглинистими ґрунтами і заростями саксаулу, солянок та інших ксерофітних і галофітних рослин. На Устюрті зустрічається на щільних закріплених пісках із заростями саксаулу, у глинистій пустелі і на пухких солончаках, часто в колоніях піщанок. Зустрічається також на околицях населених пунктів, у садах і виноградниках. У Закавказзі піднімається в гори до висоти 2500 м н. р. м, де відмічений на узліссі субальпійських дібров і серед ялівцевого рідколісся. У Молдавії віддає перевагу сухим місцям із високою, але рідкою трав'янистою, або деревно-чагарниковою рослинністю, часто проживає в населених пунктах, іноді навіть у мало відвідуваних частинах житлових приміщень.
В Україні поводить себе як досить евритопний вид, хоча віддає перевагу більш-менш сухим відкритим ландшафтам (степи, напівпустелі). Зустрічається також в степових і гірських рідколіссях, на заростаючих пісках, кам'янистих осипах і серед скель, в різноманітних розвалинах, у садах і виноградниках. В окремих районах, переважно влітку, зустрічається по берегах водойм у заплавно-річкових і приморських біотопах, зокрема серед розрідженої деревно-чагарникової, лучної, болотної (сухі очеретяні зарості) та галофітної рослинності.
В умовах Запорізької області спорадично трапляється у відносно відкритих ландшафтах, зокрема у всіх типах степу, на суходільних і сухих заплавних луках, серед розріджених чагарникових заростей і рідколісь (у тому числі заплавних), на узліссях байраків, на околицях сільськогосподарських угідь, тваринницьких ферм і населених пунктів
Як сховища використовує нори ховрахів, піщанок, полівок та інших гризунів, пустоти під камінням, щілини і промоїни в ґрунті, дупла дерев і пустоти серед їх коріння.

## Чисельність

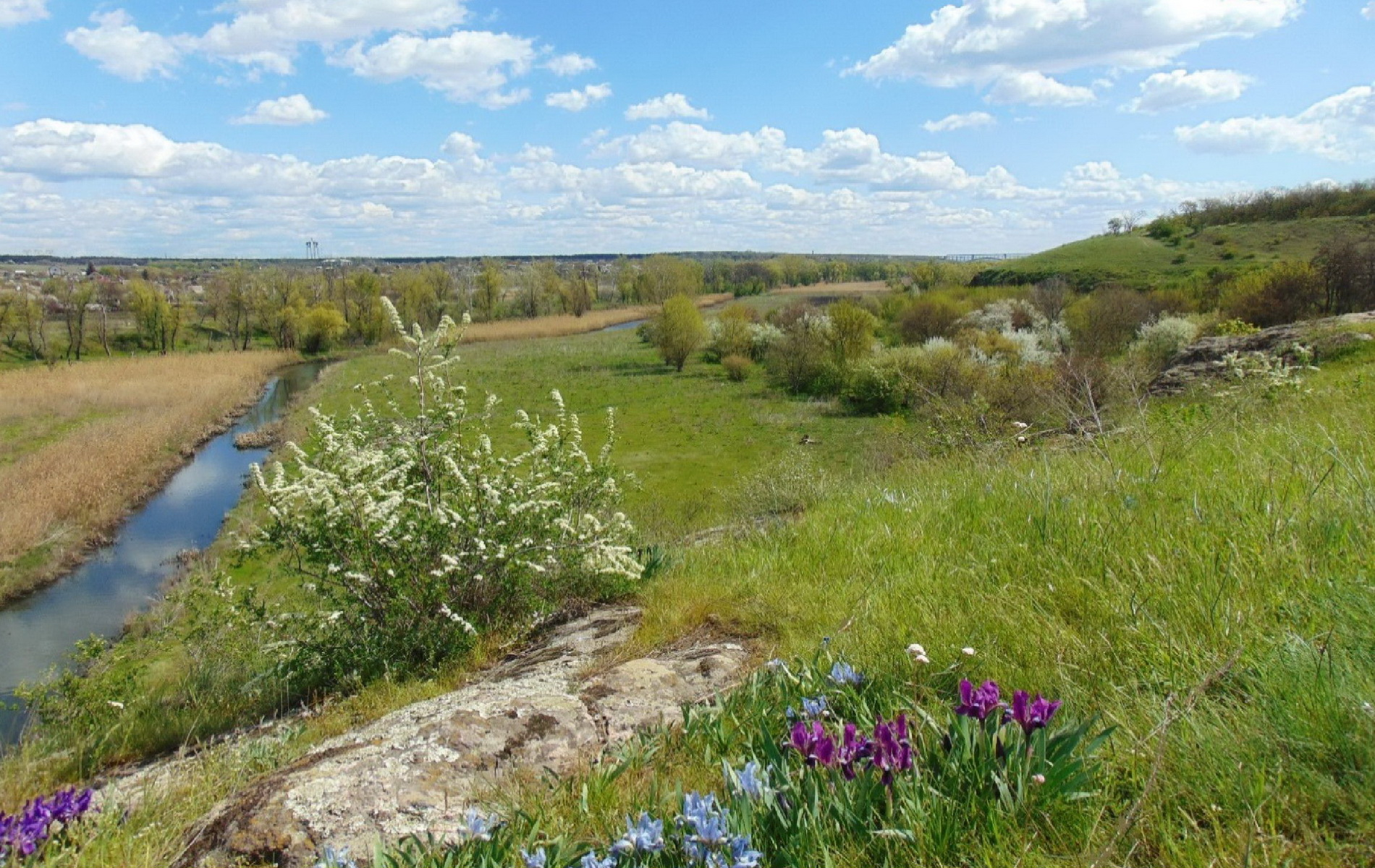
Типовий біотоп полоза сарматського. Запорізьке Правобережжя

У Казахстані і Туркменістані змія є рідкісною, її зустрічали не більше 2 разів за денну екскурсію. В Азербайджані можна іноді зустріти до 4 особин за екскурсію. У цілинному степу трапляється до 3 особин на 3—5 км облікового маршруту. Внаслідок господарського освоєння та розорювання цілинних земель чисельність виду майже всюди скорочується..
В межах України зазвичай трапляються поодинокі особини. Місцями є звичайним (0,2–2 особини на 1 км облікового маршруту; щільність популяції 0,4–12,0 екз./га); на окремих ділянках чисельність може досягати 5 особин на 1 км маршруту. Досить численним залишається в острівних гайках («кілках»), розташованих серед піщаних кучугур у пониззі Дніпра (Чорноморський біосферний заповідник). У Південному Криму зустрічається в середньому 1 особина на 2 км маршруту.
В умовах Дніпропетровської області чисельність низька і складає 0,05–0,07 ос./км маршруту вздовж берегової лінії річок і водосховищ, а щільність популяції — до 0,01 ос./га у степових відкритих ландшафтах. В умовах Запорізької області в типових біотопах на 10 км маршруту можна зустріти, як правило, 1—3 особини різного віку.

## Сезонна і добова активність
Після зимової сплячки пробуджується пізніше інших видів змій, в Україні в квітні (переважно у другій половині місяця), у південних районах ареалу — на 2—3 тижні раніше. Вихід із зимової сплячки дуже залежить від погоди. Так, у Запорізькій області в теплі роки перших полозів зустрічали вже на початку квітня. Навесні час активності припадає виключно на денні часи, які тварини проводять в основному обігріваючись на сонці.
Веде в основному наземний спосіб життя, хоча вміє ловко лазати по деревах і навіть добре плавати. Належить до денних теплолюбних видів плазунів і у всі сезони року проявляє активність переважно в теплі години дня, які він використовує для обігріву тіла (вранці) та полювання (вдень). Так, у Дніпропетровській області активних змій влітку зустрічали з 7-ї до 19-ї години, частіше о 12—16-й годині, як в теплі та ясні, а також у холодні та навіть дощові дні. Лише в середині літа полоз переходить на двовіковий цикл активності й потрапляє на очі переважно вранці та ввечері. У спекотні літні дні він тримається більш прохолодних місць, використовуючи для цього неглибокі тимчасові сховища, чи просто лежить під куртинами трав'янистих рослин, у затінку дерев і кущів, іноді збираючись на їх нижні гілки. З метою охолодження може заповзати до води і перебувати там по кілька годин.
У зимову сплячку в залежності від регіону і погоди уходить у кінці вересня — першій половині листопада. Дорослі полози уходять у зимову сплячку раніше, ніж молоді, що характерно для багатьох видів плазунів. Так, у Запорізької області дорослі особини уходять у другій половині вересня, а малюки залишаються на поверхні до середини жовтня. Зимує в норах гризунів, різноманітних пустотах у ґрунті, відслоненнях і між коренями дерев, серед каміння і руїн будівель на околицях населених пунктів, звичайно поодиноко або невеликими групами.

## Розмноження. Розвиток
Розмноження і розвиток полоза вивчені недостатньо. Парування, як правило, відбувається в квітні — травні; при цьому самець під час парування утримує самку щелепами за шию. Відкладання яєць в Україні припадає на липень — початок серпня, у південних районах — навіть у червні. Самка відкладає 3(6)—13(16) яєць розміром 20—25 × 48—70 мм. Відкладання кожного яйця відбувається протягом 20 хвилин. Свіжовідкладені яйця мають м'яку та липку оболонку і нерідко склеюються. Інкубація кладки відбувається протягом 56—60 днів. Самка може проявляти турботу про потомство й оберігати кладку від ворогів, охоплюючи її кільцями тіла. Молодь 150—250(300) мм завдовжки з'являється в кінці серпня (вересні) — на початку жовтня. Цікаво, що під час вилуплювання молоді змійки поводять себе дуже обережно і покидають яйце тільки через деякий час, упевнившись у повній безпеці; цей процес може займати кілька годин. Полози ростуть досить швидко і статевозрілими стають на 3—4 році життя.
В умовах Запорізької області линяння відбувається незабаром після виходу із зимової сплячки, як правило, у травні.

## Живлення
Живиться головним чином ховрахами, піщанками та іншими дрібними гризунами, молодими зайцями. Певне місце в раціоні займають ящірки. При нагоді полює також на птахів (розміром до голуба), руйнує пташині гнізда, поїдаючи пташенят і яйця, причому не тільки тих птахів, які гніздяться на землі, а й тих, що будують гнізда на деревах. Так, у Чорноморському заповіднику полози часто залазять до шпаківень і синичників, розвішаних на деревах на висоті до 5—7 м, знищують кладки та пташенят, а також використовують штучні гніздівлі як тимчасові сховища. Залізши в шпаківню, полоз може з'їсти всіх пташенят або всі яйця (іноді 8—9 штук). Таким чином, не зважаючи на відсутність спеціальних пристосувань для лазіння по деревах (гострих ребер по боках тіла, наявних в інших видів роду), сарматський полоз здатний вилазити на дерева. Відомі також випадки поїдання курячих яєць полозами в курниках. Пташині яйця заковтує цілком, при цьому їх шкаралупа розламується в його стравоході за допомогою остистих відростків передніх хребців (гипапофизів), що характерно для всіх представників цього роду. Дрібну здобич ковтає цілком, велику душить, стискуючи її одним або кількома кільцями тіла.
Молоді особини протягом 2 тижнів після народження не харчуються, а ростуть завдяки запасам поживних речовин, які вони отримали ще під час перебування в яйці. Лише після 10—14 днів починають самостійно добувати їжу. До їх раціону входять ящірки і мишенята. За останніми вони полюють обстежуючи нори гризунів навіть у сутінках.

## Вороги. Паразити

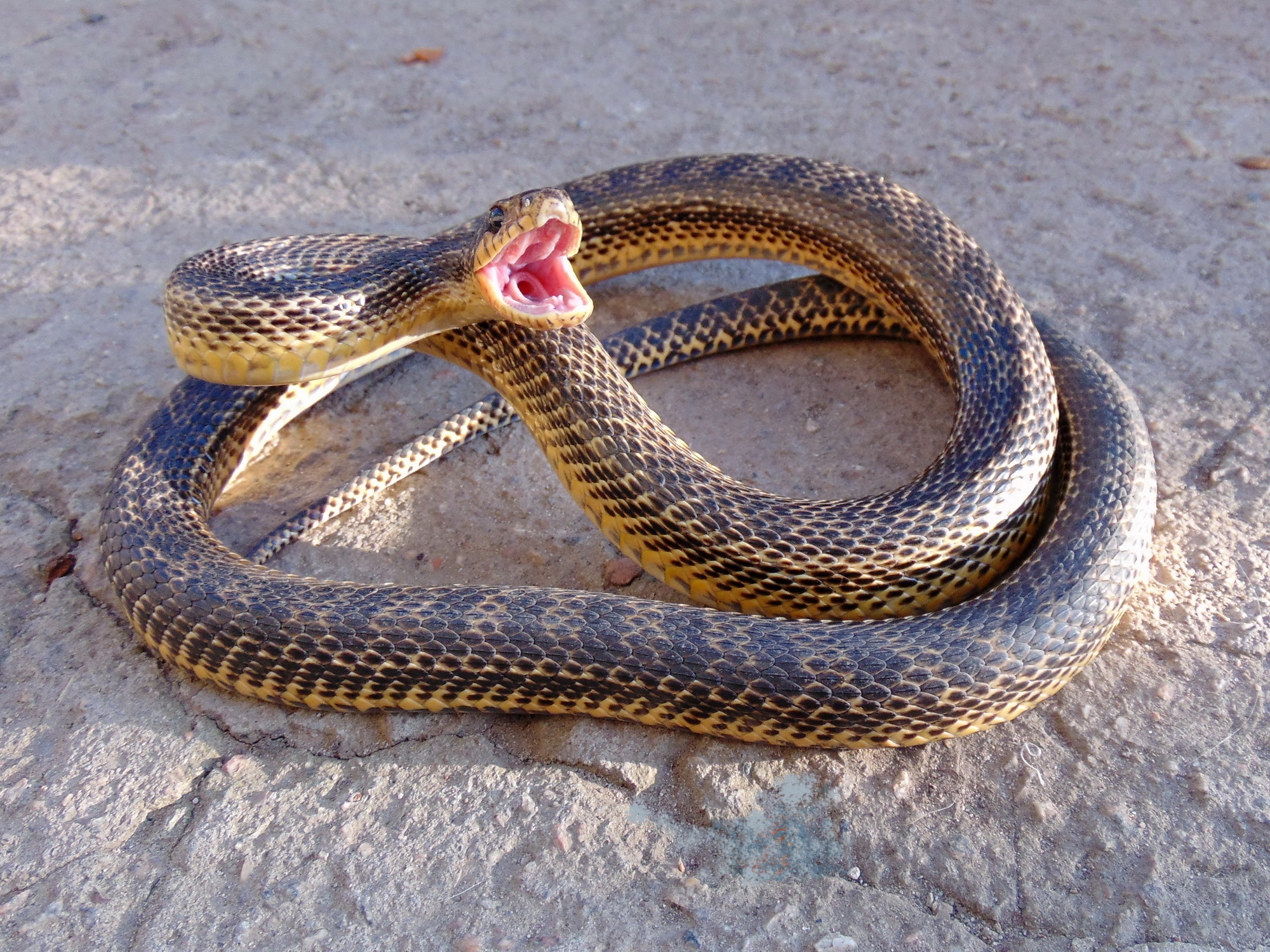
Полоз сарматський у погрозливій позі

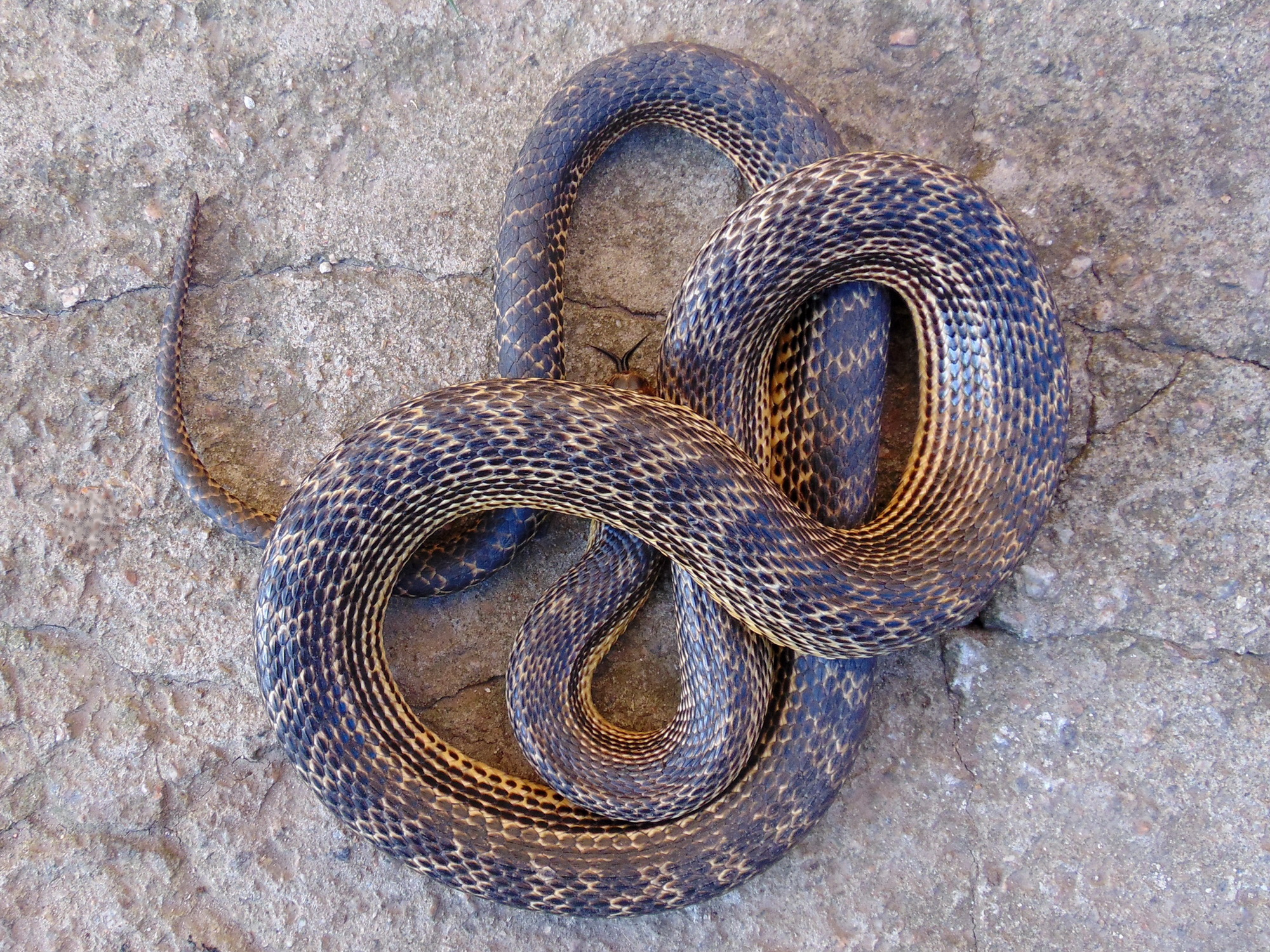
Полоз сарматський у захисній позі

Основними ворогами є соколоподібні птахи та хижі звірі (лисиця, борсук, куниці, тхори тощо). Особливо страждають від хижаків молоді та нестатевозрілі особини, які іноді стають навіть жертвами жовтопузиків.
Безумовно, до ворогів можна віднести також людину. При зустрічі з нею, полоз, швидко рухаючись, намагається втекти до сховища, у густу траву чи чагарникові хащі, іноді залазить на дерево і затаюється серед гілля і листя. При неможливості втекти змія виявляє неабияку агресивність, стає в погрозливу позу: підводить передню третину тулуба, стискуючи з боків шию, з коротким шипінням, робить час від часу різкі кидки в сторону ворога. У збудженому стані може швидко вібрувати кінчиком хвоста, мімікруючи під отруйну ямкоголову змію. Якщо ця тактика не спрацьовує, згортається в клубок, ховаючи голову під кільця тіла, що притаманно багатьом видам полозових. Пійманий, здатен злісно, але не дуже боляче, кусатися. Взагалі, поводиться менш агресивно, ніж, наприклад, полоз жовточеревий.
Паразитофауна виду залишається маловивченою.

## Охорона
На більшій частині ареалу стан природних популяцій виду залишається більш-менш стабільним, за що він, згідно з Червоним списком МСОП, отримав охоронний статус «відносно благополучний вид». Але в окремих регіонах спостерігається тенденція до зниження чисельності популяції виду. Тому полоз сарматський занесений до Додатку ІІ Бернської конвенції (охоронна категорія: підлягає особливій охороні)  Внаслідок швидкого зниження численності та скорочення ареалу, вид у різні роки занесений також до Червоних книг/списків ряду європейських країн, зокрема Молдави, Казахстану, Туркменістану та Росії. 
В Україні вид занесений до Червоної книги України (охоронна категорія: вразливий вид). На регіональному рівні він занесений до Червоних книг Дніпропетровської й Харківської областей та Криму..
Основними причинами зниження чисельності є деградація середовища існування внаслідок господарської діяльності (оранка, будівництво, випас худоби тощо), зниження чисельності гризунів внаслідок надмірного застосування пестицидів, загибель на дорогах, нелегальне відловлювання змій для утримання в неволі, зростання факторів турбування. Крім того, у багатьох районах полоза сарматського вважають гадюкою, часто плутають із отруйною змією і нещадно вбивають. Для збереження і відновлення природних популяцій необхідні, в першу чергу: 1) створення природно-заповідних територій у місцях проживання змій; 2) зменшення застосування отрутохімікатів у сільському і лісовому господарстві, заміна їх біологічними засобами; 3) просвітницька робота.

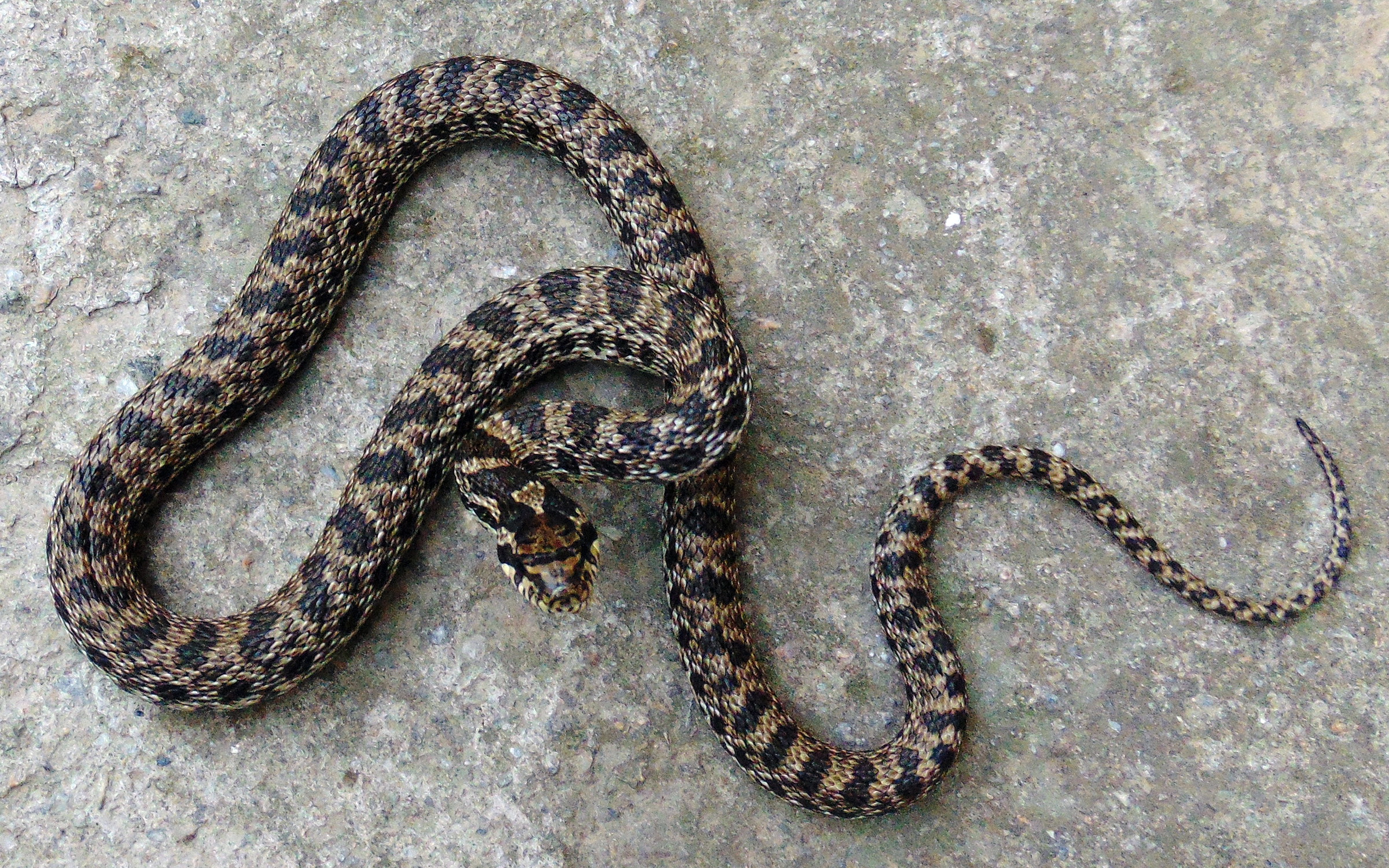
У Національному заповіднику «Хортиця»

У межах ареалу охороняється в ряді природоохоронних територій. В Україні охороняється у 8 природних заповідниках і національних природних парках, у 5 з них є досить звичайним видом.
У Запорізькій області охороняється в Національному заповіднику «Хортиця» (о. Хортиця, урочище Вирва), національному природному парку «Великий Луг», ландшафтних заказниках «Верхів'я балки Канцерівська», «Володимирівський», «Томаківський» та ряді інших природно-заповідних об'єктів регіону.
Полоза давно утримують і успішно розводять у неволі, хоча для розведення з метою відновлення природних популяцій ще потрібні додаткові дослідження та вдосконалення відповідної методики.

## Практичне значення
Полоза сарматського відносять до корисних видів змій, оскільки вони знищують ховрахів та інших шкідливих видів гризунів. У Молдавії в деяких місцях, облаштованих штучними гніздівлями для птахів, полози можуть знищувати до 50 % кладок. При перевірці шпаківень одночасно в кожних 100 штучних гніздівлях знаходили до 5 полозів. Але руйнування пташиних гнізд для цього виду не є типовим явищем, адже птахи займають незначне місце в його раціоні.
Зважаючи на незначну токсичність слини й відсутність у полоза сарматського отруйного апарату, цей вид змій вважається безпечним для людини. Слід зауважити, що в літературі описані випадки отруєння людей внаслідок укусів близьким видом — полозом ескулаповим (Zamenis longissimus, Elaphe longissima), що супроводжувалось місцевими симптомами, зокрема набряком, біллю та локальними капілярними крововиливами.
Полоза сарматського як красиву і досить невибагливу змію відловлюють для утримання в неволі й відповідно перепродажу тераріумістам, що часто призводить до значного скорочення чисельності виду в місцях його компактного проживання.
У деяких народів закріпилася думка, що ця змія та її близький родич полоз чотирилінійний переслідують корів і кіз для того, щоб висмоктати їх молоко, за що полози отримали назву «доїльщиків корів» і довгий час жорстоко винищувалися.

## Галерея
Полоз сарматський. Запорізьке Придніпров'я

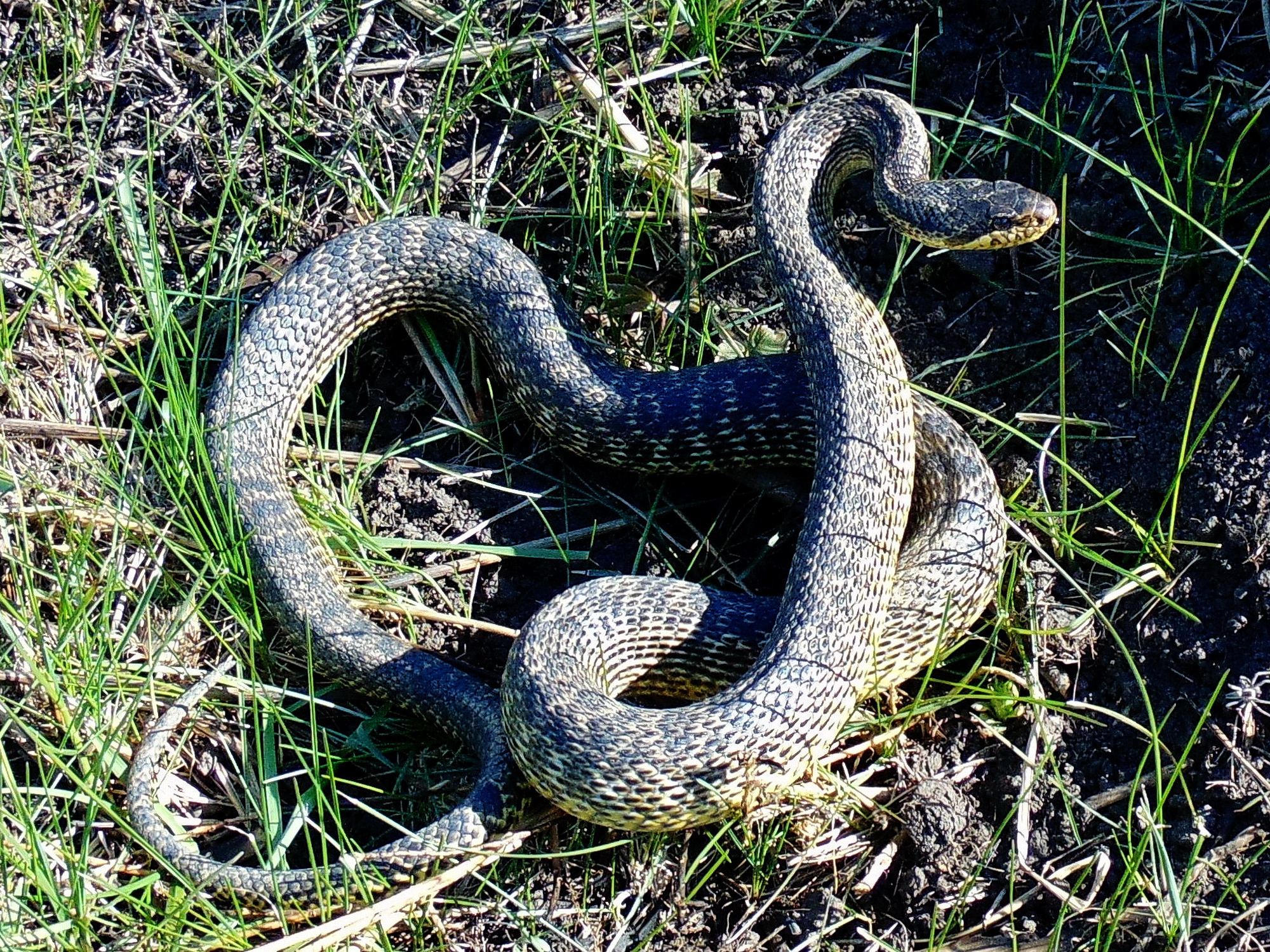
У долині річки Верхня Хортиця
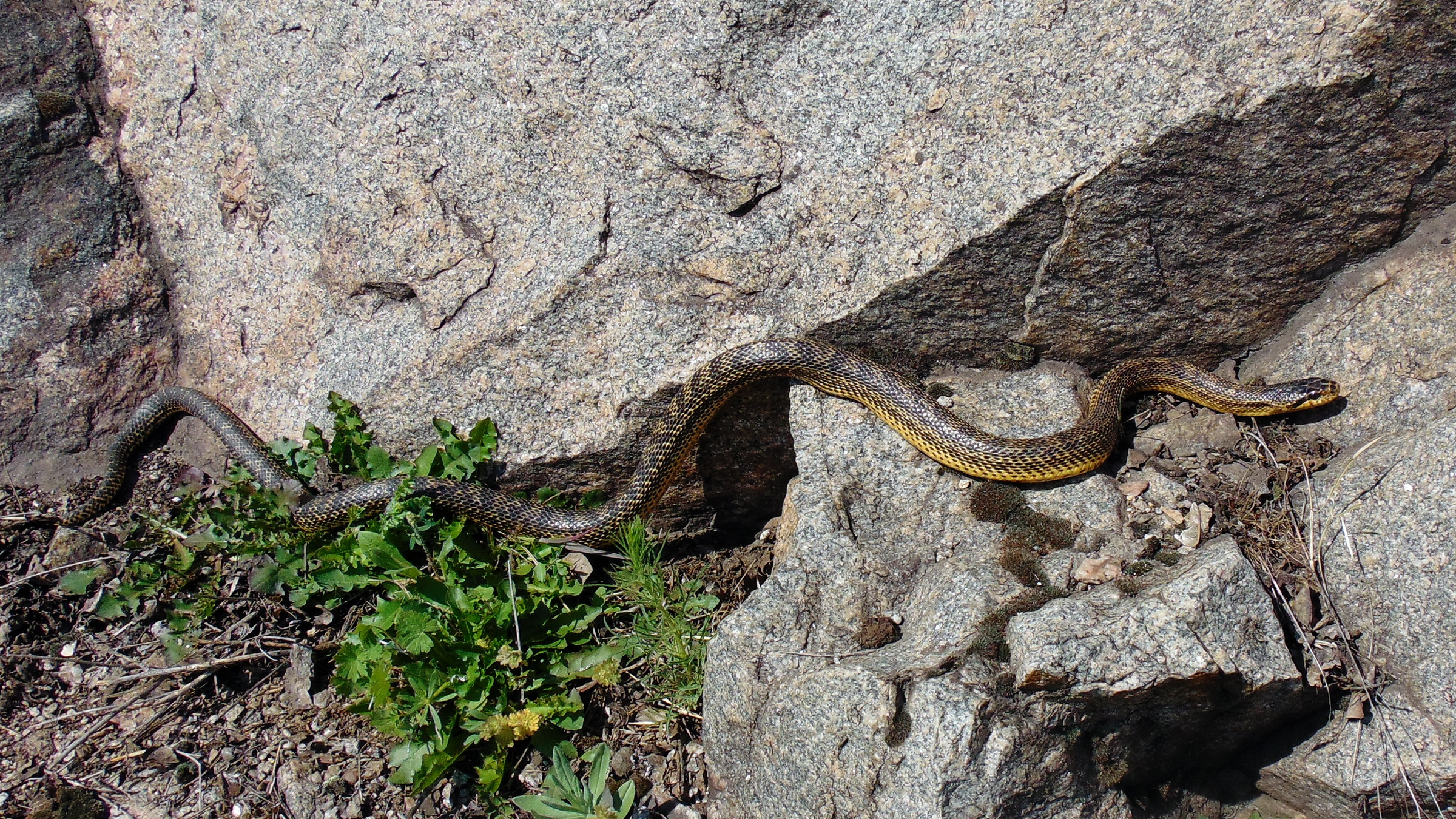
У долині річки Середня Хортиця
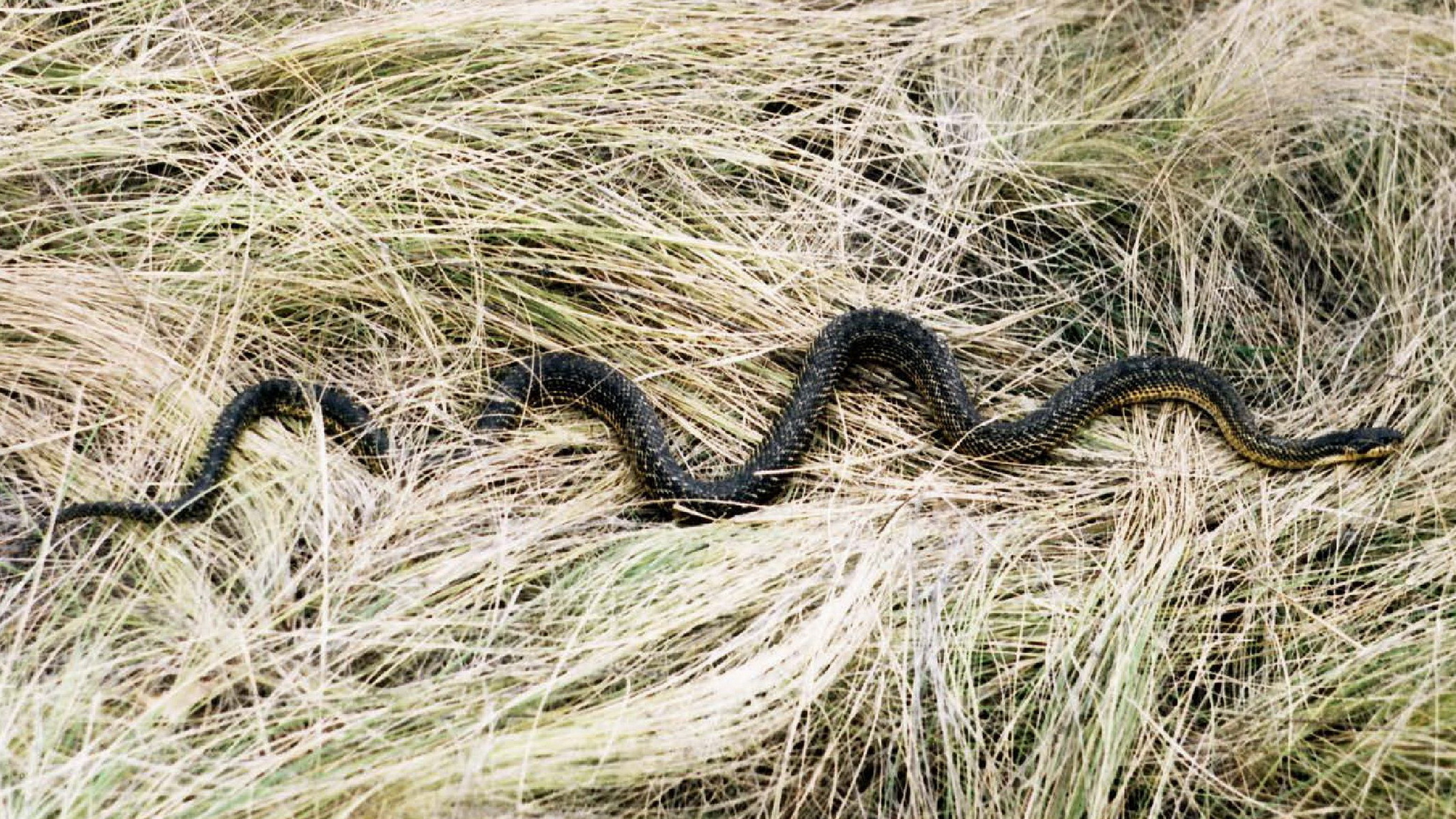
У долині річки Нижня Хортиця
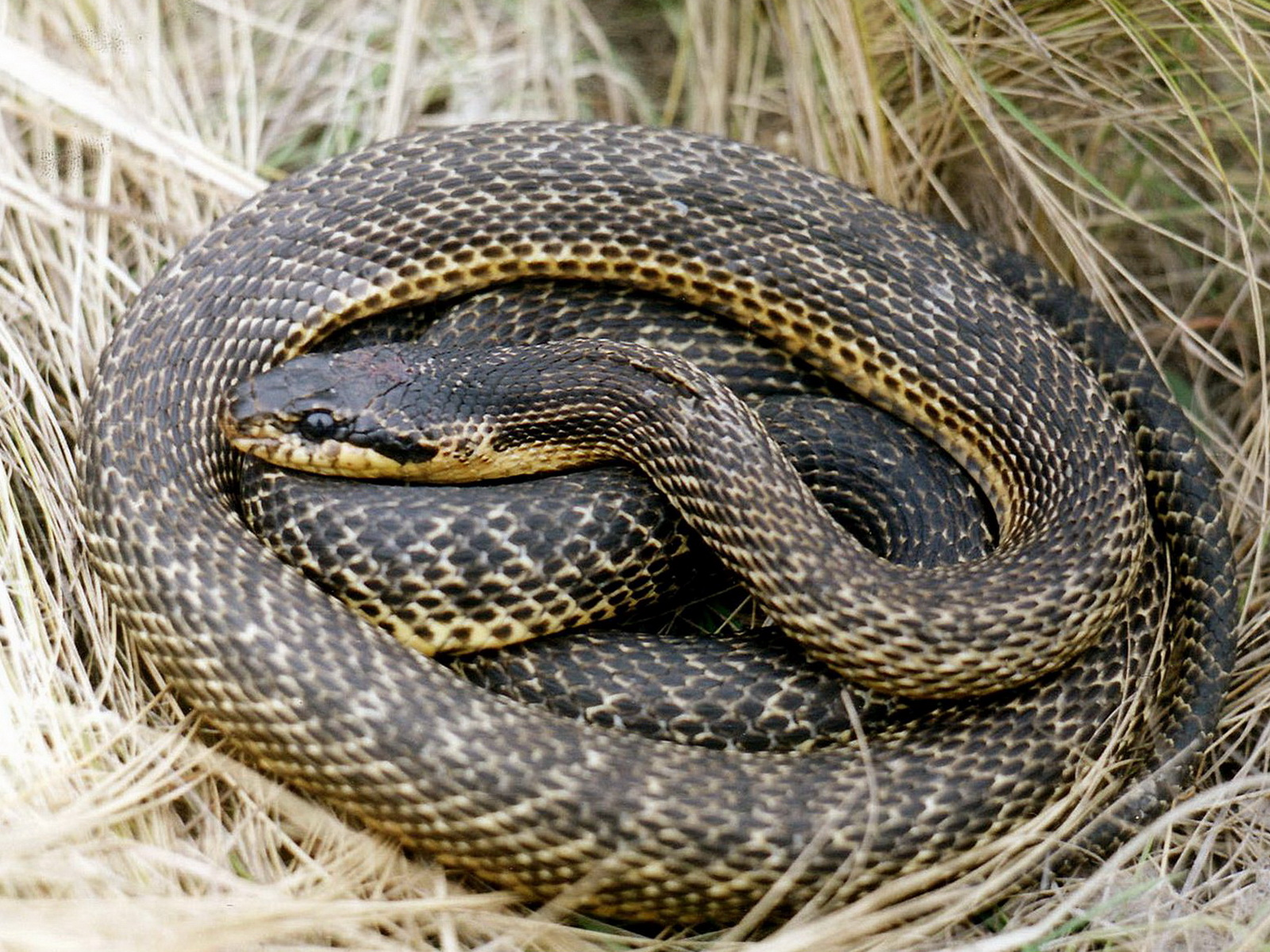
У ландшафтному заказнику «Верхів'я балки Канцерівська»
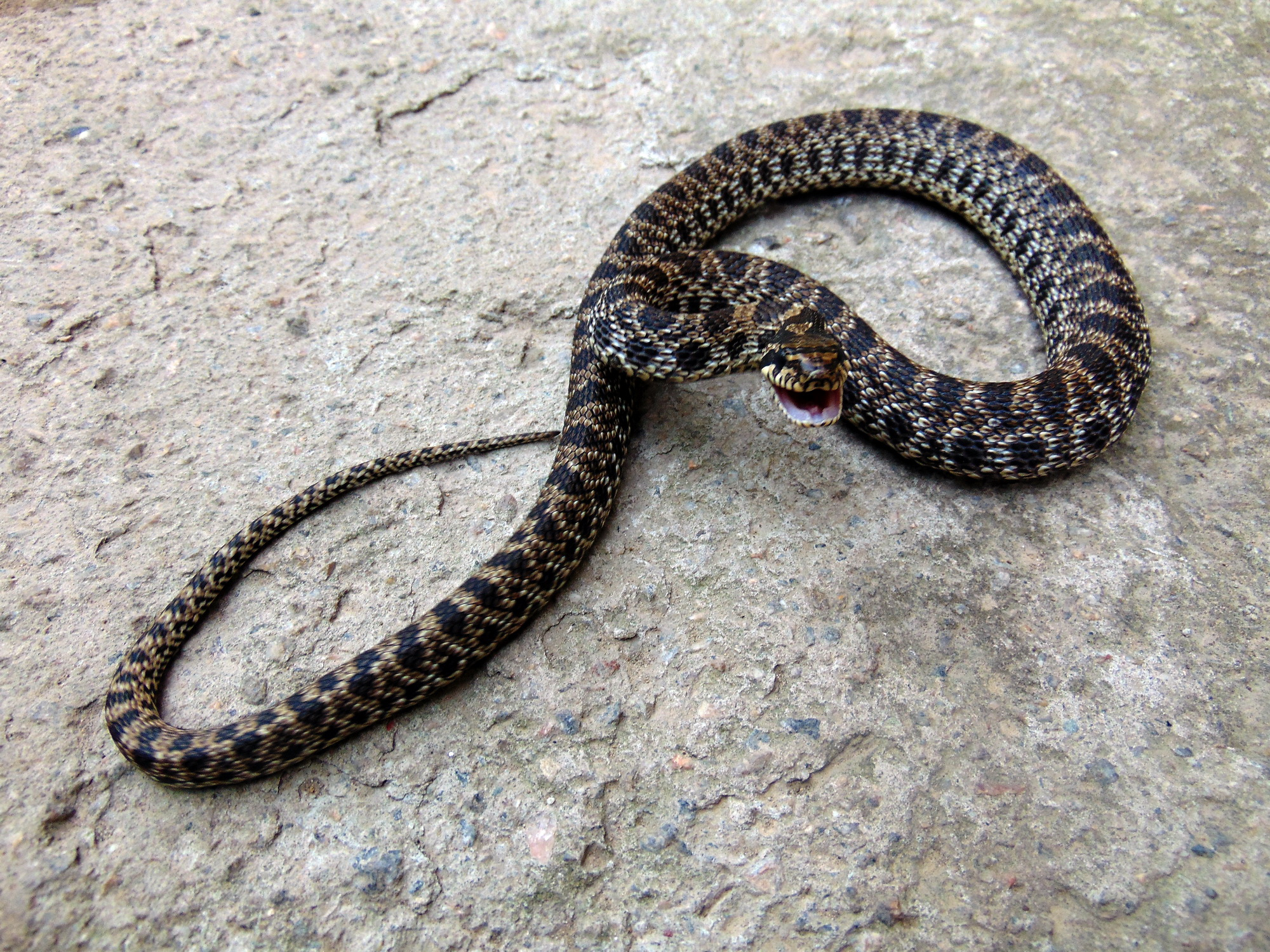
В урочищі Вирва. Запоріжжя
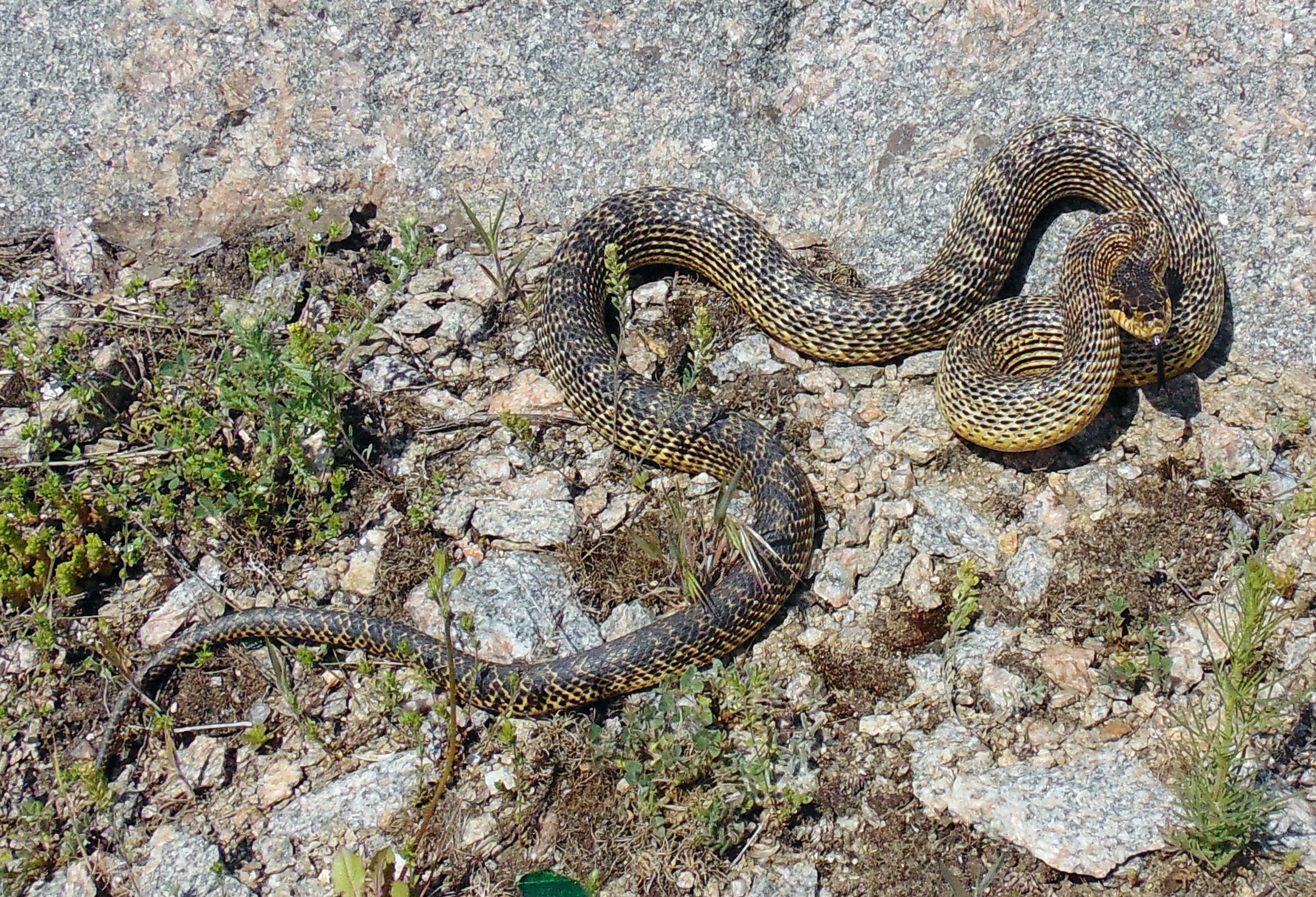
У долині річки Середня Хортиця
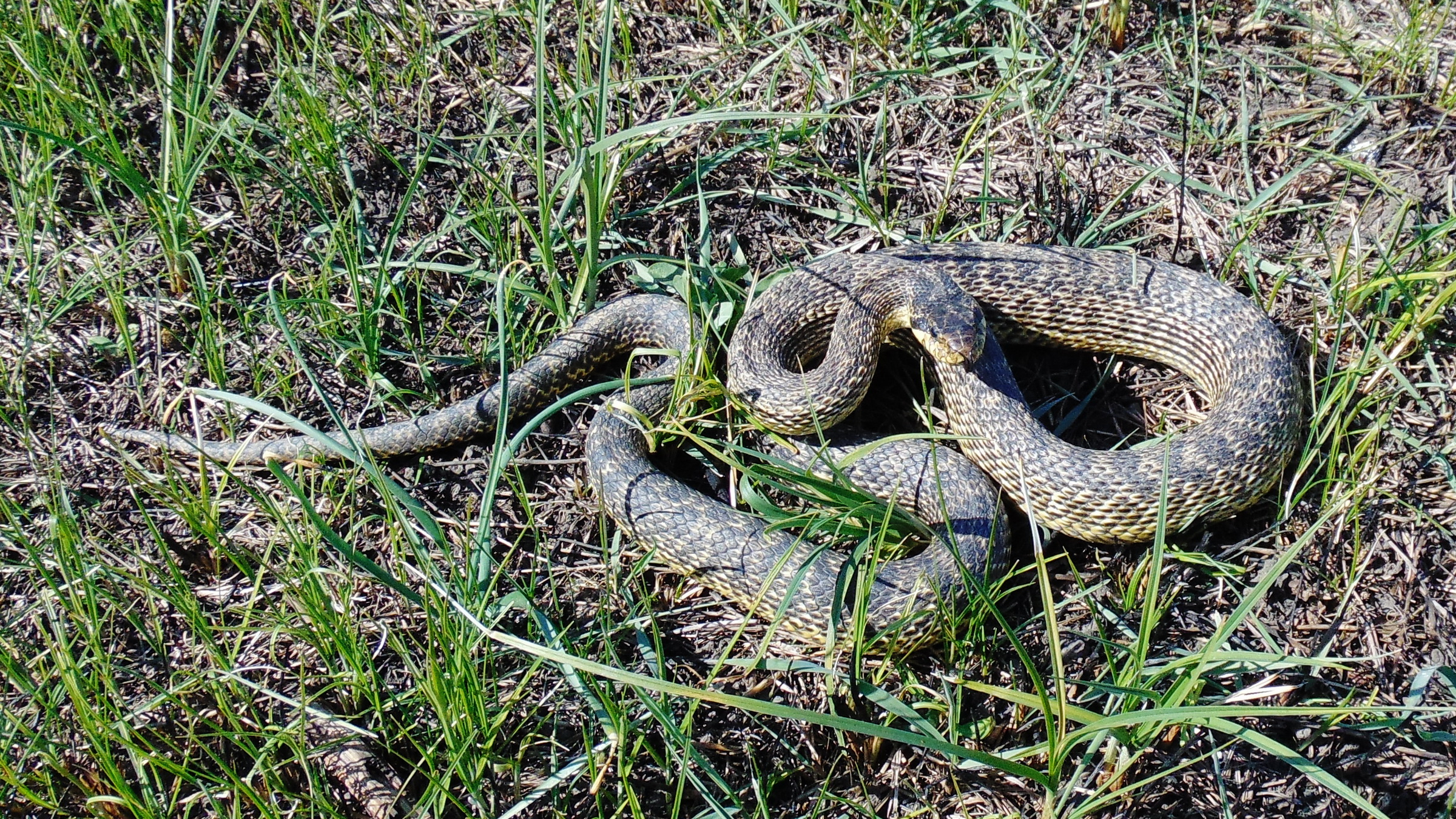
У балці Канцерівська
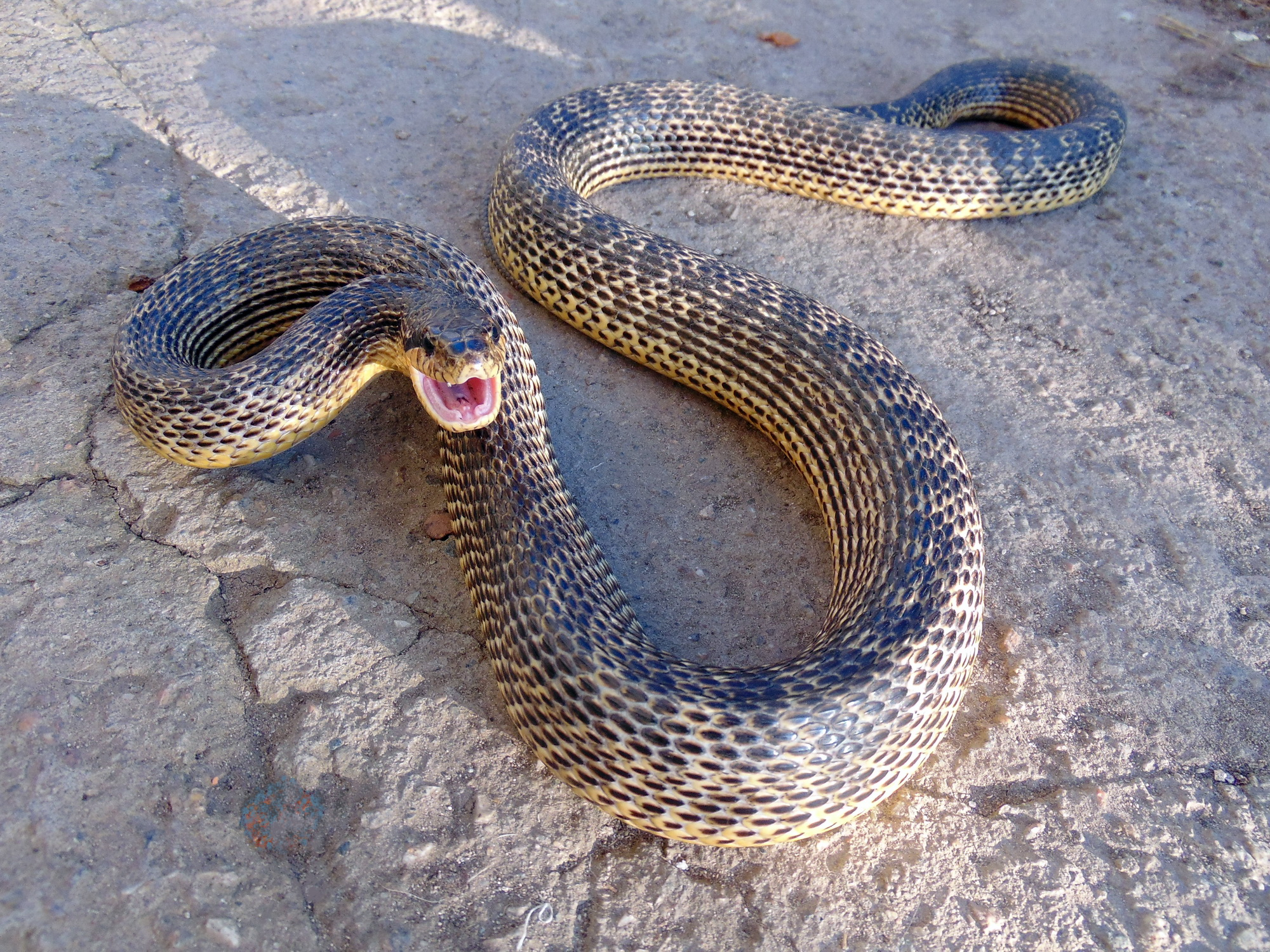
У балці Петерса